# Flughafen Katowice

i7
i11
i13
Der Internationale Flughafen Katowice (polnisch Międzynarodowy Port Lotniczy Katowice, IATA-Code: KTW, ICAO-Code: EPKT) ist der internationale Flughafen der polnischen Großstadt Katowice, der Hauptstadt der Woiwodschaft Schlesien. Der offizielle Name lautet zu Ehren des Reichstagsabgeordneten und polnischen Ministerpräsidenten Wojciech-Korfanty-Flughafen (poln. Port Lotniczy im. Wojciecha Korfantego), der aus Oberschlesien stammte. Er ist der nach Fluggästen viertgrößte Flughafen des Landes.
Der Flughafen erschließt vor allem die Städte des Oberschlesischen Industriegebiets und andere Kreise der Woiwodschaft Schlesien, die die am dichtesten besiedelten Gebiete des Landes sind.

## Lage und Verkehrsanbindung
Der Flughafen Katowice liegt nahe der Ortschaft Pyrzowice (Landgemeinde Ożarowice, Landkreis Tarnowskie Góry, Polen), etwa 34 Kilometer in nördlicher Richtung von Katowice entfernt.
Seit Juni 2012 ist der Flughafen über die Schnellstraße S1, die von der tschechischen Grenze bis zum Autobahndreieck Pyrzowice führt, an die Autobahn A1 angebunden. Am Flughafen beginnt die Woiwodschaftsstraße 913, die den Flughafen mit der S1 und weiter mit der Nationalstraße 78 nach Tarnowskie Góry sowie Siewierz verbindet.
Der Flughafen ist über diverse Buslinien mit dem Umland verbunden. So fahren Busse beispielsweise nach Breslau (Wrocław), Bytom, Częstochowa, Katowice, Krakau, Siewierz und Zakopane.
Eine Bahnanbindung über die Bahnstrecke Tarnowskie Góry–Zawiercie ist seit 2023 möglich, nachdem die Bahnstrecke reaktiviert wurde. Unweit des Hauptgebäudes entstand daher der moderne Flughafenbahnhof Pyrzowice Lotnisko. Die Streckenführung verläuft von Kattowitz über Tarnowskie Góry oder Zawiercie nach Pyrzowice. Die Reisedauer beträgt von Kattowitz aus 63 Minuten und beinhaltet einen Umstieg.

## Geschichte
Im Jahr 1940 begann die Luftwaffe der Wehrmacht, im südlichen Teil von Schendek einen Fliegerhorst anzulegen. Er trug zunächst die Bezeichnung „Tarnowitz“ und wurde nach dem Tod des deutschen Generals Ernst Udet im November 1941 „Udetfeld“ genannt. Es wurden drei Start- und Landebahnen mit einer Länge von 1000 bis 1500 Metern in einem Dreieck angelegt. Eine Belegung mit aktiven fliegenden Verbänden erfolgte erst ab Dezember 1943, als die 11. Staffel des Schlachtgeschwaders 9 hier lag. Ab August 1944 übernahmen dann die II. Gruppe des Schlachtgeschwaders 77 mit der Focke-Wulf Fw 190F-8 und die I. Gruppe des Kampfgeschwaders 27 mit der Heinkel He 111H-20 den Platz. Zuletzt nutzten noch die 2. Staffel des Nachtjagdgeschwaders 100 mit der Junkers Ju 88C-6 und Teile der III. Gruppe des Schlachtgeschwaders 4 mit der Focke-Wulf Fw 190F-8 den Fliegerhorst, bevor sie im Dezember 1944 abzogen. Anschließend befanden sich noch bis Januar 1945 deutsche Truppen hier, bevor die Rote Armee ihn vom 18. bis 20. Januar eroberte.
In den Jahren 1945 bis 1951 unterstand der Flughafen der Sowjetarmee. 1951 übernahmen die polnischen Luftstreitkräfte den Flughafen.
Im Jahr 1966 wurde eine erste zivile Flugverbindung nach Warschau aufgenommen, da im gleichen Jahr der Linienverkehr auf dem stadtnäheren Flugplatz Katowice-Muchowiec eingestellt wurde. Bis 1969 entstand eine kleine zivile Infrastruktur. Dieser geringe Flugverkehr dauerte bis zum Oktober 1990 und wurde im Zuge der Absetzung des kommunistischen Regimes in Polen eingestellt.
Um den Flugverkehr in der Region zu fördern, wurde im ersten Quartal 1991 die GTL (Górnośląskie Towarzystwo Lotnicze SA) gegründet. Am 27. März 1993 nahm die LOT die Flüge nach Warschau wieder auf und als erste ausländische Fluggesellschaft eröffnete die deutsche Lufthansa ihre Flugverbindung nach Frankfurt. Am 1. Mai 1994 wurde die Verwaltung des Flughafens in die Hände der GTL übergeben. Bis dahin wurde der Flughafen vom Militär verwaltet. Danach begann der kontinuierliche Ausbau von Flughafen, Terminal, Frachthallen, Abstellpositionen, Rollwegen und der Startbahnverlängerungen.
Im Jahr 2004 begann die ungarische Wizz Air vom Flughafen Katowice aus zu operieren. Im selben Jahr wurde der Ausbau des Terminals A beendet. Die Kapazität stieg auf 1,7 Millionen Passagiere. Durch den Beitritt Polens zur EU und durch die Billigfluggesellschaften schnellten die Passagierzahlen nach oben. Dies machte einen weiteren Ausbau notwendig. Im November 2006 wurde die Schnellstraße S1 fertiggestellt und im Juli 2007 das Terminal B.
2008 wurden westlich des Terminals B drei neue Abstellpositionen und eine neue ILS-Anlage für Landungen nach Kategorie 1 in Betrieb genommen.
Im Oktober 2010 begannen Modernisierungsarbeiten an dem in den 1940er Jahren errichteten Flugzeughangar, die im April 2011 abgeschlossen wurden. 2012 wurde ein neuer Flugzeughangar, östlich des alten, in Betrieb genommen. Die Investitionssumme beläuft sich auf 86 Millionen Złoty. Im August 2011 begann der Bau von 13 neuen Abstellpositionen, der nach zwei Jahren abgeschlossen wurde und 56 Millionen Złoty kostete. Es ist der Beginn von Investitionen von 560 Millionen Złoty und beinhaltet auch den Neubau einer 3,8 km langen Start- und Landebahn.
Im Oktober 2011 begannen die landseitigen Modernisierungs- und Erweiterungsarbeiten am Terminal A, die auch den Bau einer neuen Dachkonstruktion enthalten. Insgesamt soll das Terminal um 1000 m² erweitert werden. Die Arbeiten wurden Anfang Juni 2012 abgeschlossen.
Anfang März 2013 begannen die Bauarbeiten für eine neue 3200 m lange Start- und Landebahn. Sie ist ca. 200 m nördlich der jetzigen Bahn errichtet worden. Die Kosten der neuen Startbahn sollen 223 Millionen Złoty betragen. Sie wurde am 28. Mai 2015 in Betrieb genommen.
Im Februar 2014 begann der Bau eines neuen Ankunftsterminals. Im April begann der Bau eines neuen Vorfeldes für den Frachtbereich. Beide Projekte wurden Mitte 2015 fristgerecht fertiggestellt.

## Flughafenanlagen

### Start- und Landebahn
Der Flughafen verfügt über eine einzelne Start- und Landebahn, diese ist 3200 Meter lang, 45 Meter breit und trägt die Kennung 08/26. Die südlich gelegene, parallel zur Start- und Landebahn 08/26 verlaufende ehemalige Start- und Landebahn wird heute jeweils zum Teil als Rollbahn und Abstellfläche genutzt. Um Verwechslungen zu vermeiden, ist sie am westlichen Ende mit einem Kreuz und an beiden Enden „NOT RWY“-Schriftzügen versehen.

### Terminals

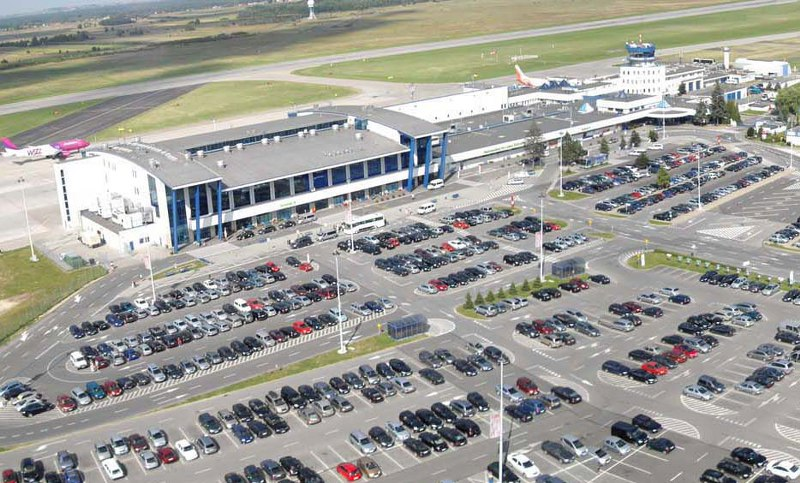
Alte Luftaufnahme der Terminals

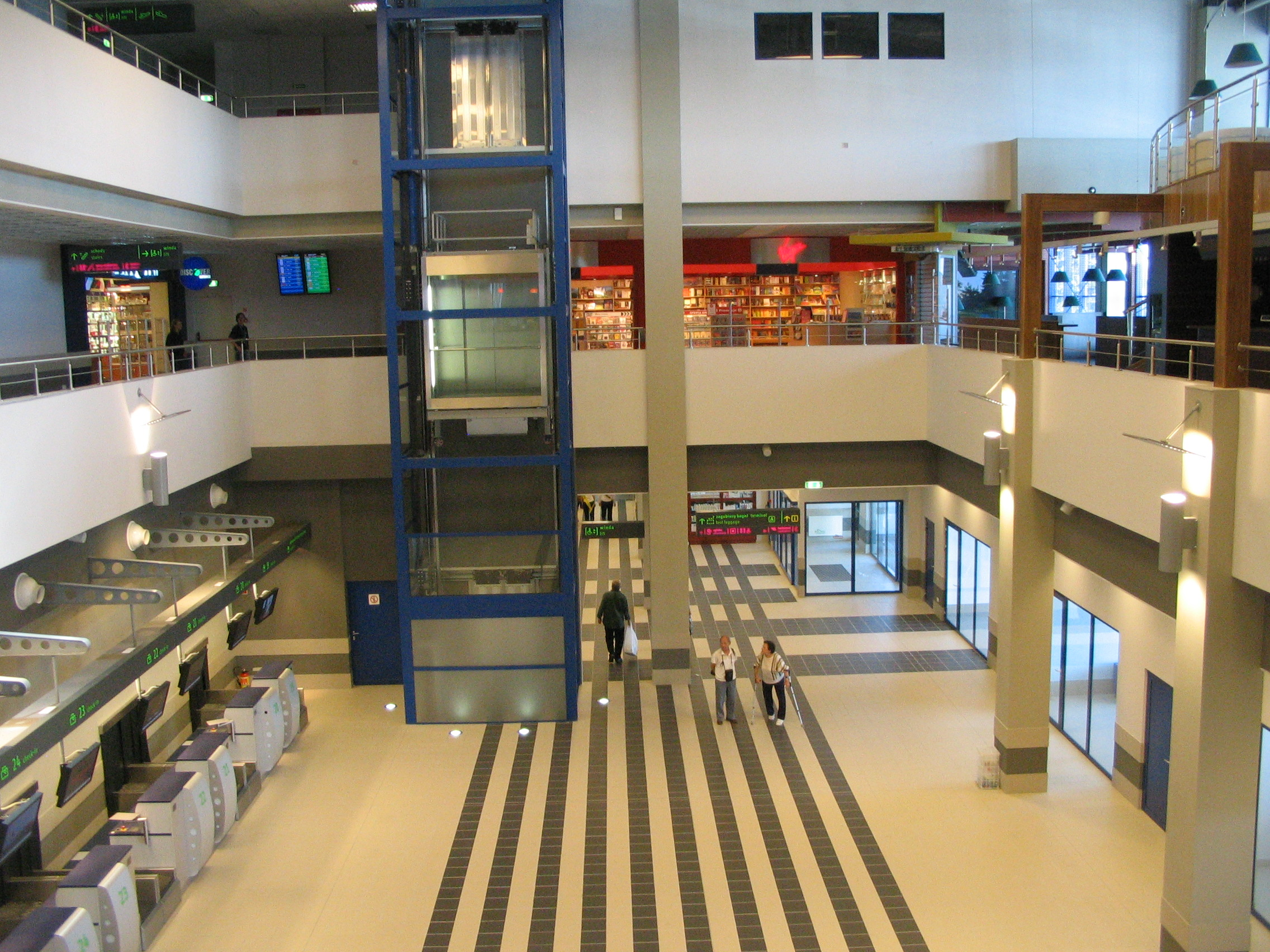
Terminal B – Blick in die Checkin-Halle vom ersten Stock

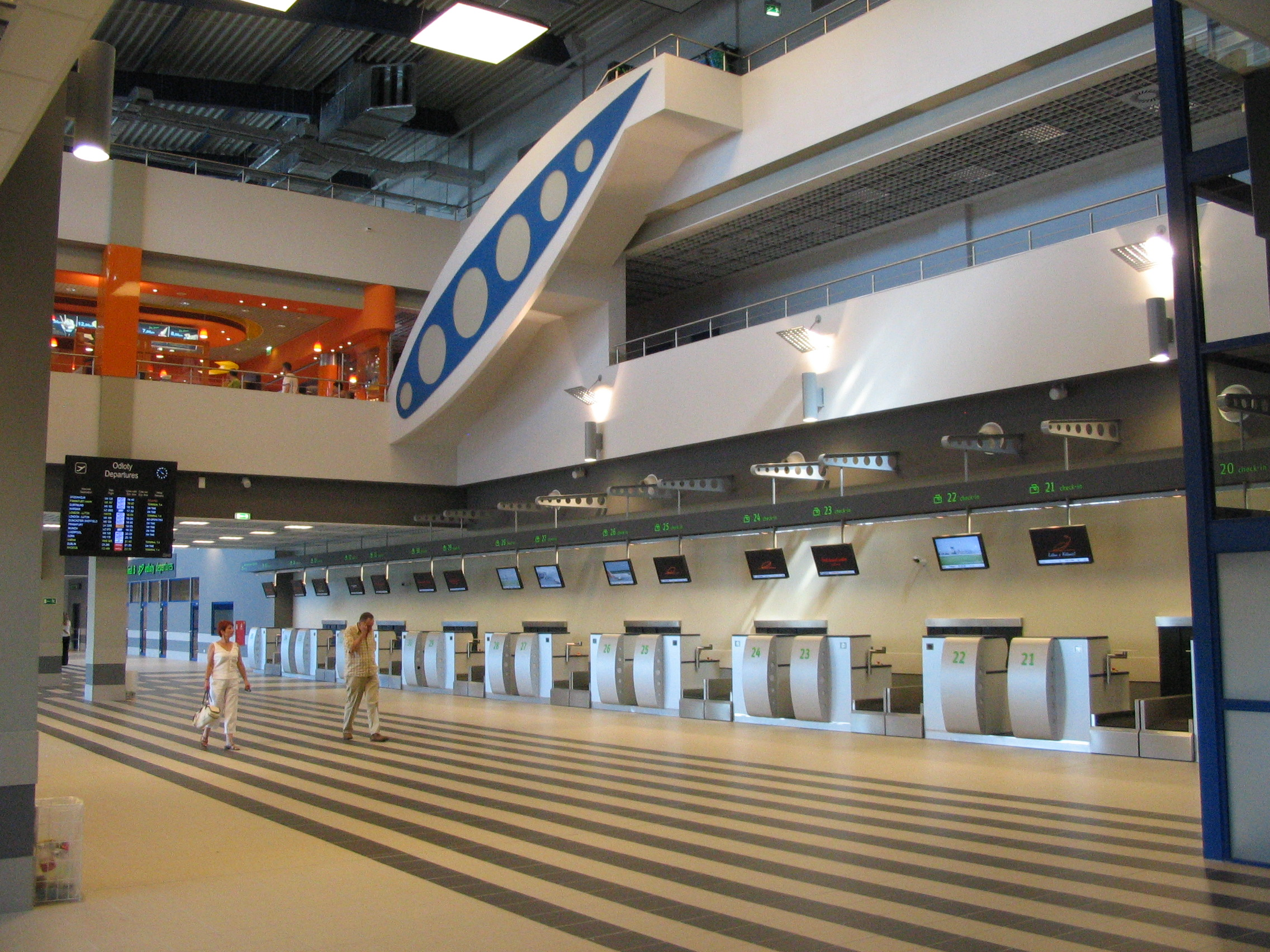
Checkin-Halle, Terminal B

Am 9. Juli 2007 wurde das neu errichtete Terminal B eröffnet.
Zusammen mit Terminal A stehen jetzt 35 Check-in-Schalter zur Verfügung. Die Kapazität stieg auf 3,6 Millionen Fluggäste.
Seit dem 30. März 2008 finden alle Nicht-Schengenflüge vom Terminal A und alle Schengenflüge vom Terminal B aus statt. Das Terminal A ist 2012 um 1000 m² erweitert worden. Das neue Terminal C ist am 18. Juni 2015 eröffnet worden.

## Ausbaupläne
In einer im Januar 2011 vorgestellten Studie ist die geplante Entwicklung des Flughafens bis in das Jahr 2032 zu sehen. In dieser ist ein Bahnanschluss vorhanden. Der Ausbau der Verbindung soll in zwei Schritten erfolgen, im ersten Abschnitt soll zwischen Pyrzowice–Bytom eine neue Strecke gebaut werden; in der zweiten Phase soll die Strecke zwischen Bytom und Katowice erneuert werden. Als Haltepunkt sind Katowice, Chorzów Batory, Chorzów, Bytom Rozbark, Piekary Śląskie und Pyrzowice angegeben. Die Kosten sollen sich auf 252 Mio. Złoty belaufen. Es wird noch über eine weitere Trassenvariante gesprochen, die über Tarnowskie Góry führen soll. Dies würde aber zu einer Fahrzeitverlängerung führen. Ein Fertigstellungstermin wird nicht mehr genannt.
In der Studie ist auch ein weiteres Terminal zu sehen, das östlich des Terminals A entstehen soll, wo derzeit einige Betriebsgebäude stehen. Außerdem sind neue Parkhäuser und Betriebsgebäude geplant. Auch zu entnehmen ist, dass die heutigen Vorfelder 1 und 2 durch eine Erweiterung verbunden sind. Insgesamt sollen dort 15 Positionen mit einer Gesamtfläche von 110.000 m² entstehen. Ein entsprechender Bauvertrag wurde am 21. April 2011 unterschrieben. Dieser beinhaltet auch eine Instandsetzung und Ausbau der Rollwege. Die Ausbauten sollen CAT II tauglich ausgeführt werden.
Das neu entstandene Frachtterminal im östlichen Ende des Flughafengeländes soll über eigene Zufahrtsstraße an die Droga ekspresowa S1 angebunden werden.

## Fluggesellschaften und Ziele
Der größte Teil der Passagiere wird durch die Billigfluggesellschaften Ryanair und Wizz Air abgefertigt. In Deutschland wird Dortmund durch Wizz Air angeflogen. Ansonsten fliegt Lufthansa nach München und Frankfurt am Main. Der Flag-Carrier Polens LOT fliegt Warschau an.

## Verkehrszahlen
| Jahr | Fluggastaufkommen | Luftfracht (Tonnen) | Flugbewegungen |
| ---- | ----------------- | ------------------- | -------------- |
| 2024 | 6.386.145         | 37.175              | 48.505         |
| 2023 | 5.609.022         | 35.926              | 45.167         |
| 2022 | 4.419.090         | 40.642              | 40.123         |
| 2021 | 2.328.973         | 32.104              | 28.856         |
| 2020 | 1.445.781         | 20.369              | 21.922         |
| 2019 | 4.843.889         | 20.121              | 41.606         |
| 2018 | 4.838.149         | 18.543              | 41.007         |
| 2017 | 3.892.941         | 17.779              | 34.725         |
| 2016 | 3.221.261         | 17.674              | 31.013         |
| 2015 | 3.069.279         | 16.119              | 31.727         |
| 2014 | 2.695.732         | 16.269              | 28.771         |
| 2013 | 2.544.198         | 10.877              | 28.990         |
| 2012 | 2.550.848         | 10.546              | 30.584         |
| 2011 | 2.544.124         | 12.138              | 29.259         |
| 2010 | 2.403.253         | 11.195              | 26.770         |
| 2009 | 2.364.613         | 6.543               | 26.206         |
| 2008 | 2.426.942         | 12.703              | 27.030         |
| 2007 | 1.995.914         | 7.795               | 24.489         |
| 2006 | 1.458.411         | 6.113               | 21.014         |
| 2005 | 1.092.385         | 5.636               | 16.222         |
| 2004 | 622.612           | 5.038               | 13.803         |
| 2003 | 257.991           | 3.548               | 9.357          |
| 2002 | 202.267           | 2.886               | 8.389          |
| 2001 | 180.015           | 2.196               | 9.441          |
| 2000 | 168.126           | 7.745               | 8.710          |
| 1999 | 170.230           | 1.522               | 6.510          |
| 1998 | 150.724           | 1.365               | 6.256          |
| 1997 | 101.054           | 1.241               | 4.290          |
| 1996 | 68.203            | 596                 | 3.586          |

## Zwischenfälle
- Am 13. März 1953 wurde eine Douglas DC-3/C-47-DL der polnischen Polskie Linie Lotnicze LOT (Luftfahrzeugkennzeichen SP-LCH) am Flughafen Katowice irreparabel beschädigt. Personen kamen nicht zu Schaden.[31]